# Pompa helikoidalna
Pompa helikoidalna – pompa wirowa krętna o wirniku helikoidalnym.
Wirnik (1) (zwykle o poziomej osi obrotu), umieszczony jest w spiralnym korpusie (2). Dopływ cieczy (3) jest osiowy, zaś odpływ (4) promieniowy. Przepływ cieczy przez wirnik jest ukośny.

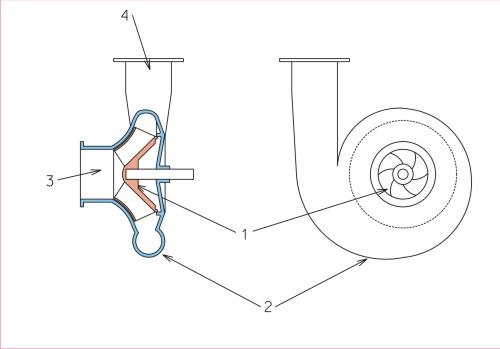
Pompa helikoidalna

Pompy helikoidalne osiągają wysokości podnoszenia z zakresu 5 do 60 m oraz wysokie wydajności dochodzące do 14 000 m³/h. Pompy helikoidalne stosowane są zwykle w instalacjach przemysłowych lub odwadniających do pompowania cieczy czystych lub lekko zanieczyszczonych.
Sprawność energetyczna pompy helikoidalnej leży w zakresie od η=0,75 do η=0,88.